# Yuzo Funakoshi
Yuzo Funakoshi (født 12. juni 1977) er en tidligere japansk fodboldspiller.
Han har spillet for flere forskellige klubber i sin karriere, herunder Gamba Osaka og Albirex Niigata.